# Статуя Юпитера (Эрмитаж)
Статуя Юпитера в Эрмитаже — колоссальная скульптура верховного античного бога, созданная неизвестным римским мастером в конце I века н. э. Она является одним из самых известных экспонатов музея. Статуя Юпитера — значимый памятник эпохи Флавиев, несущий характерные черты римского искусства данного периода. Статуя Юпитера представляла собой горельеф из белого мрамора и бронзы, скорее всего, она помещалась непосредственно у стены или в нише. Немраморные детали были утрачены, а затем восстановлены из гипса.
Прообразом этой скульптуры стала созданная Фидием в V веке до н. э. легендарная статуя Зевса в Олимпии, почитавшаяся как одно из Семи чудес света. Найденная в конце XVIII века на вилле Домициана статуя Юпитера в итоге оказалась в коллекции маркиза Кампана. После его разорения она была выкуплена императором Александром II и доставлена в 1861 году в Эрмитаж. Это одна из самых больших и монументальных античных скульптур, хранящихся в музеях мира.

## Описание
Созданная неизвестным скульптором в I веке н. э., статуя Юпитера в Эрмитаже является одним из самых известных экспонатов этого музея и значимых памятников римского искусства эпохи Флавиев. Он уникален  в том числе благодаря своим колоссальным размерам: её высота составляет 347 сантиметров (вместе с постаментом XIX века — около 5 метров), а вес — 16 тонн. Это одна из самых больших и монументальных античных скульптур, хранящихся в музеях мира. Статуя имеет величественный и торжественный вид. Такое впечатление она производит не только благодаря своим огромным размерам, но и художественной выразительности.
Некоторые специалисты считают статую Юпитера наиболее приближённой к оригиналу копией легендарной двенадцатиметровой статуи Зевса в Олимпии, созданной Фидием в V веке до н. э. и почитавшейся как одно из Семи чудес света. При этом статуя отражает и эстетические воззрения эпохи Флавиев, отличавшиеся в изобразительном искусстве стремлением к пышности, монументальности и экспрессии.
Статуя вырезана из белого мрамора и располагается на мраморном пьедестале. Атрибуты Юпитера (орёл, посох-скипетр, держава с богиней Викторией) и мантия изначально были выполнены из бронзы или позолоченного дерева. Таким образом римский мастер повторял полихромию греческого оригинала Фидия, созданного в хрисоэлефантинной технике, предполагавшей исполнение тела из слоновой кости, а других частей статуи — из золота. С течением времени немраморные элементы скульптуры были утрачены и восстановлены реставраторами XVIII и XIX веков из тонированного под бронзу гипса. Скульптура представляет собой не объёмную в трёх измерениях статую, а горельеф — верхняя часть торса Юпитера срезана сзади. Такая композиция предполагает, что она помещалась непосредственно у стены или в нише.
Скульптор изобразил Юпитера в виде торжественно восседающего зрелого мужчины. Плечи бога спокойно расправлены, спина величественно откинута назад, на спинку подразумеваемого трона. Мощный мускулистый торс верховного бога обнажён. Тщательная пластическая проработка мышц груди и живота призвана выразить мужественность образа. В поднятой левой руке Юпитер держит посох-скипетр, а в протянутой вперёд правой — державу с богиней победы Викторией-Никой. Около его выставленной вперёд левой ноги расположилась птица-атрибут верховного бога — орёл. Руки и ноги Юпитера большие и мощные, что подчёркивает силу их обладателя. Ниспадающая с левого плеча мантия крупными складками красиво драпирует нижнюю часть фигуры, составляя с обнажённым крепким телом эффектный контраст. С другой стороны, крупные массы тела на противопоставлении выделяют тщательно проработанную в деталях голову, придавая ей этим особую выразительность. Овальное лицо Юпитера обрамлено пышными прядями длинных волос, бороды и усов, так что широкий высокий лоб кажется треугольным. Щёки его расслаблены, рот слегка приоткрыт. Спокойный взор Юпитера устремлён вдаль, поверх голов зрителей, стоящих у ног колоссальной статуи. Его лицо имеет торжественное, величественное выражение, строгое, но не грозное, что повторяет мотив статуи-прототипа Фидия. Юпитер изображён человеком, но в то же время подчёркивается его божественная мощь повелителя мира, царя богов и людей.
|  |  |  |  |  |

## История создания
|                                                                                  |                                                                         |
| Зевс Олимпийский. Монета времён Адриана, II век. Археологический музей Флоренции | Статуя Зевса в Олимпии. Реконструкция А.-И. Катрмер- де-Кенси, 1814 год |

В древнегреческой мифологии Зевс считался верховным богом, повелителем неба, грома и молний. В период между 470 и 456 годом до н. э. в городе Олимпия, в котором начиная с 776 года до н. э. проводились священные Олимпийские игры, в его честь был построен величественный храм. Внутри него в 430-х годах до н. э. скульптором Фидием была возведена легендарная статуя Зевса в Олимпии. Вскоре она стала почитаться как одно из Семи чудес света и получила всемирную известность. Статуя просуществовала до поздней Античности и была разрушена в V веке. В своей работе Фидий использовал уже известный древним грекам иконографический образ восседающего на троне Зевса. Не сохранилось ни одной прямой копии этой скульптуры. Однако до наших дней дошло более шестидесяти свидетельств древних авторов, а также изображения на монетах и геммах. Наиболее подробное описание принадлежит Павсанию («Описание Эллады», V, 11, 1—9). Согласно ему Зевс был одет в мантию, на его голове — венок из веток маслины, на ногах — сандалии, в левой руке — увенчанный орлом скипетр, в правой — богиня победы Ника. Статуя имела более 12 метров в высоту и была выполнена в хрисоэлефантинной технике: на деревянный каркас наклеивались пластины из слоновой кости, передававшие обнажённое тело, а одежда выполнялась из золотых накладок.
Завоевавшие Грецию римляне в значительной степени переняли её культуру. В древнеримской мифологии Зевс был ассимилирован как Юпитер. При этом его изображения имели не только культовое значение, но стали восприниматься гражданами как монументальная пропаганда величия и могущества Римской империи. После пожаров в 83 году до н. э. Луций Корнелий Сулла полностью восстановил Капитолийский храм. Внутри него в 65 году до н. э. была помещена приписываемая Аполлонию из Афин статуя Юпитера из слоновой кости и золота, копирующая Зевса Олимпийского Фидия. Храм затем уничтожался пожарами в 69 и 80 годах н. э., но был последовательно восстановлен сначала Веспасианом, а потом Домицианом. Окончательному разрушению он подвергся после V века. Для Юпитера Капитолийского, видимо, в отличие от Зевса Олимпийского, была характерна более динамичная поза (наклон вперёд, разворот головы) и наличие атрибута-молнии в левой руке. Одна из наиболее точных его копий хранится в Метрополитен-музее. К этому же типу относят статую Юпитера Вероспи, с которой часто сравнивают Юпитера из Эрмитажа, а также бюст Зевса Отриколийского, который считают сильно приближённым к оригиналу Фидия. Эти две скульптуры хранятся в Музее Пио-Клементино. Иконографический тип сидящего Зевса-Юпитера широко использовался для изображения римских императоров в виде бога как части имперского культа.
Находящаяся в Эрмитаже статуя Юпитера была создана в I веке н. э. неизвестным римским скульптором. Скорее всего её заказал римский император Домициан, поскольку именно на его вилле она была впоследствии обнаружена. Правление династии Флавиев, к которой он относился, ознаменовалось значительным укреплением римского государства, а также личной власти императора. Это, в свою очередь, привело к расцвету строительства и искусства. Именно к данному периоду относится возведение, например, Колизея и Триумфальной арки Тита. Из-за стремление к богатой выразительности искусство этой эпохи иногда называют «флавиевское барокко». Сама статуя Юпитера создавалась как реплика легендарной статуи Зевса в Олимпии. Впоследствии, как и многие другие античные памятники, она была утеряна.
|                                                                              |                                                                          |                                                                                              |                                                                     |
| Юпитер Капитолийский. Бронзовая статуэтка I—II века н. э. Метрополитен-музей | Юпитер Вероспи. Римская скульптура, I (?) век н. э. Музей Пио-Клементино | Зевс Отриколийский. Римская копия с греческого оригинала IV в. до н. э. Музей Пио-Клементино | Октавиан Август в образе Юпитера Римская статуя I век н. э. Эрмитаж |

## История владения
Руины виллы Домициана были обнаружены британским антикваром и художником Томасом Дженкинсом в 1785 году во время раскопок участка виноградника поместья Барберини. Он специально выкупил эту территорию на берегу озера Альбано (около современного города Кастель-Гандольфо, недалеко от Рима) для археологического поиска, намереваясь в дальнейшем продавать свои находки. 9 апреля 1785 года в письме коллекционеру Чарльзу Таунли Дженкинс написал об обнаружении им торса и других частей колоссальной статуи Юпитера из пенделиконского мрамора.
По предположению некоторых исследователей именного этого «безносого Зевса» антиквар и художник Гэвин Гамильтон предложил российской императрице Екатерине II, однако та не смогла найти нужных средств для приобретения скульптуры. По другим это была другая скульптура, происходящая с виллы Адриана.
В 1798 году находка перешла к скульптору-реставратору Карло Альбачини и архитектору Джузеппе Валадье. В начале 1800-х годов они совместно с Винченцо Пачетти и Франческо Францони приняли решение о реставрации скульптуры с целью её последующей продажи. Голова статуи была воссоздана с оглядкой на ватиканский бюст Зевса Отриколийского, а у ноги Юпитера появился орёл. Возможно тогда же (или чуть позднее) в его правую руку был вложен перун. Некоторые исследователи также предполагают, что к реставрации мог иметь отношение Бартоломео Кавачеппи. В 1803 году скульптуру хотели продать в Музей Пио-Клементино, но безуспешно.
В конце концов статую купил известный итальянский коллекционер маркиз Джан Пьетро Кампана. Однако через некоторое время он начал испытывать финансовые трудности. Используя своё служебное положение директора ссудной кассы Ватикана, Кампана начал тратить казённые деньги. В 1850-х годах он пытался продать коллекцию, в том числе императору Николаю I, но безуспешно. В 1857 году после раскрытия злоупотреблений маркиза арестовали, а его имущество было конфисковано и выставлено на продажу. Благодаря стараниям сотрудника Археологической комиссии в Риме С. А. Гедеонова ещё до открытых торгов в 1861 году значительная часть коллекции, среди которой находилась и колоссальная статуя Юпитера, была приобретена императором Александром II для Эрмитажа.
Перед отправкой в Санкт-Петербург статуя Юпитера подверглась дополнительной реставрации некоего мастера Ахилле Стокки. Возможно были переклеены руки, изменено их положение и направление скипетра-посоха. В 1861 году среди прочих предметов собрания Кампана скульптура Юпитера в трёх ящиках была доставлена в Кронштадт, а затем по воде — к Эрмитажу. В выгрузке статуи участвовало 90 человек, а в монтировании — 65 человек. Сначала её хотели занести со стороны набережной, однако она из-за своих больших размеров не прошла. В итоге статую переместили внутрь через дворцовый двор. Всё это заняло 6 дней и стоило 285 рублей, что было огромной суммой по тем временам. Для того чтобы занести статую в здание Нового Эрмитажа её частично разобрали (отпилили плинт) и потом уже смонтировали на месте. Чтобы пол выдержал вес колоссальной скульптуры он был укреплён — под её пьедесталом установили специальный столб. А скульптор Е. К. Эренберг изготовил каркас под статую. Помещение, где расположилась уникальная скульптура, получило название Зала Юпитера. Уже в Эрмитаже во второй половине XIX века статуя Юпитера была дополнена фигурой богини победы Виктории, а саму скульптуру стали называть «Зевс-победоносец».
Примечательно, что статуя Юпитера из-за своих огромных размеров никогда не покидала стен Эрмитажа, даже во время эвакуации коллекции во время Второй мировой войны. Кроме того, её зал как и прочие помещения первого этажа превратились в хранилище для сокровищ музея, служившее укрытием от бомбёжек. В 2014 году к 250-летнему юбилею со дня основания музея Банк России выпустил памятную серебряную монету номиналом в 3 рубля, на реверсе которой изображена скульптура Юпитера.
|                                   |                                                      |                                                      |                                         |                                                                             |
| Статуя Юпитера. Рисунок, 1805 год | Статуя Юпитера в музее Кампана. Фотография, 1850 год | Статуя Юпитера в музее Кампана. Фотография, 1856 год | Зал Юпитера. Фотография, 1880—1890 годы | 3 рубля. 250-летие основания Государственного Эрмитажа. Монета Банка России |